# Amazilia brevirostris
Amazilia brevirostris е вид птица от семейство Колиброви (Trochilidae). Видът е незастрашен от изчезване.

## Разпространение
Разпространен е в Бразилия, Френска Гвиана, Гренада, Гвиана, Суринам, Тринидад и Тобаго и Венецуела.